# Convento de Santa Maria de Aguiar
O Convento de Santa Maria de Aguiar, também referido como Mosteiro e Igreja de Santa Maria de Aguiar, é um antigo 
complexo religioso situado na freguesia de Castelo Rodrigo, no Município de Figueira de Castelo Rodrigo.
O conjunto foi edificado no século XII junto à ribeira de Aguiar, afluente do rio Douro, quando uma primitiva comunidade de beneditinos ou de eremitas integrou a Ordem de Cister, por volta de 1170.
No mosteiro a regra vigente era a de São Bento, de tipo monacal (exercida por monges), ou seja, vivendo e trabalhando em locais afastados dos povoados, tendo os monges adoptado a regra de Cister.
O que resta do antigo Mosteiro e a Igreja de Santa Maria de Aguiar estão classificados como Monumento Nacional desde 1932.

## História
Num período em que as terras de Ribacôa eram disputadas entre portugueses e leoneses, que as tinham recentemente conquistado aos árabes, o território do mosteiro foi incluído na nova diocese leonesa de Ciudad Rodrigo (1175), dependendo do mosteiro de Santa Maria de Moreruela (Zamora, 1143), de que também dependia o padroado da terra de Miranda.
Com o tratado de Alcanices (1297), Santa Maria de Aguiar passa definitivamente para o domínio português. A dependência da diocese de Ciudad Rodrigo, porém, manteve-se até 1403, quando transitou para a diocese de Lamego. Até ao final da Idade Média, apesar do fim dos apoios régios e senhoriais, o mosteiro manteve a posse de vastos territórios em Portugal e em Leão e Castela. 

No entanto, em meados do século XV, a instituição encontrava-se em decadência. Na primeira metade do século XVII, sob domínio filipino, ainda foi alvo de obras de modernização, mas com as invasões francesas, no início do século XIX, e a extinção das ordens religiosas, o mosteiro foi abandonado, acabando por ser vendido em hasta pública em 1937. As obras públicas de restauro que se seguiram alteraram profundamente o legado medieval.
O retábulo esteve 50 anos no Mosteiro da Serra do Pilar, em Vila Nova de Gaia, e regressou em 1992 ao mosteiro de Santa Maria de Aguiar. Agora tem três imagens e a principal, ao centro, é de Santa Maria de Aguiar.

## Arquitetura
Predominam os estilos românico e gótico. A igreja, cisterciense, tem planta em cruz latina, três naves e transepto saliente, cabeceira escalonada e duas absidíolas de planta rectangular.

## Ligações Externas
- Património Cultural. Direção-Geral do Património Cultural
- Hospedaria do Convento
- Convento de Santa Maria de Aguiar - FCR